# I Społeczne Liceum Ogólnokształcące im. Zbigniewa Herberta STO w Częstochowie
I Społeczne Liceum Ogólnokształcące im. Zbigniewa Herberta w Częstochowie to prowadzona przez Społeczne Towarzystwo Oświatowe (STO) szkoła niepubliczna z uprawnieniami szkoły publicznej.

## Historia
W 1989 roku Wojciech Starzyński, prezes STO prowadził w Częstochowie wykłady o szkolnictwie niepublicznym, które zainspirowały grupę pracowników Wyższej Szkoły Pedagogicznej i Politechniki Częstochowskiej do utworzenia społecznego liceum. Zezwolenie MEN na prowadzenie liceum ogólnokształcącego uzyskano w sierpniu 1990 roku.
W ciągu pierwszych czterech miesięcy szkoła wynajmowała pomieszczenia w Centrum Kształcenia Ustawicznego przy ulicy Krakowskiej 19/21, a od początku 1991 roku mieściła się w domu katechetycznym przy ulicy Wysokiej 9. Do obecnej siedziby przy ulicy Tadeusza Rejtana 7 liceum wprowadziło się w 1995 roku.

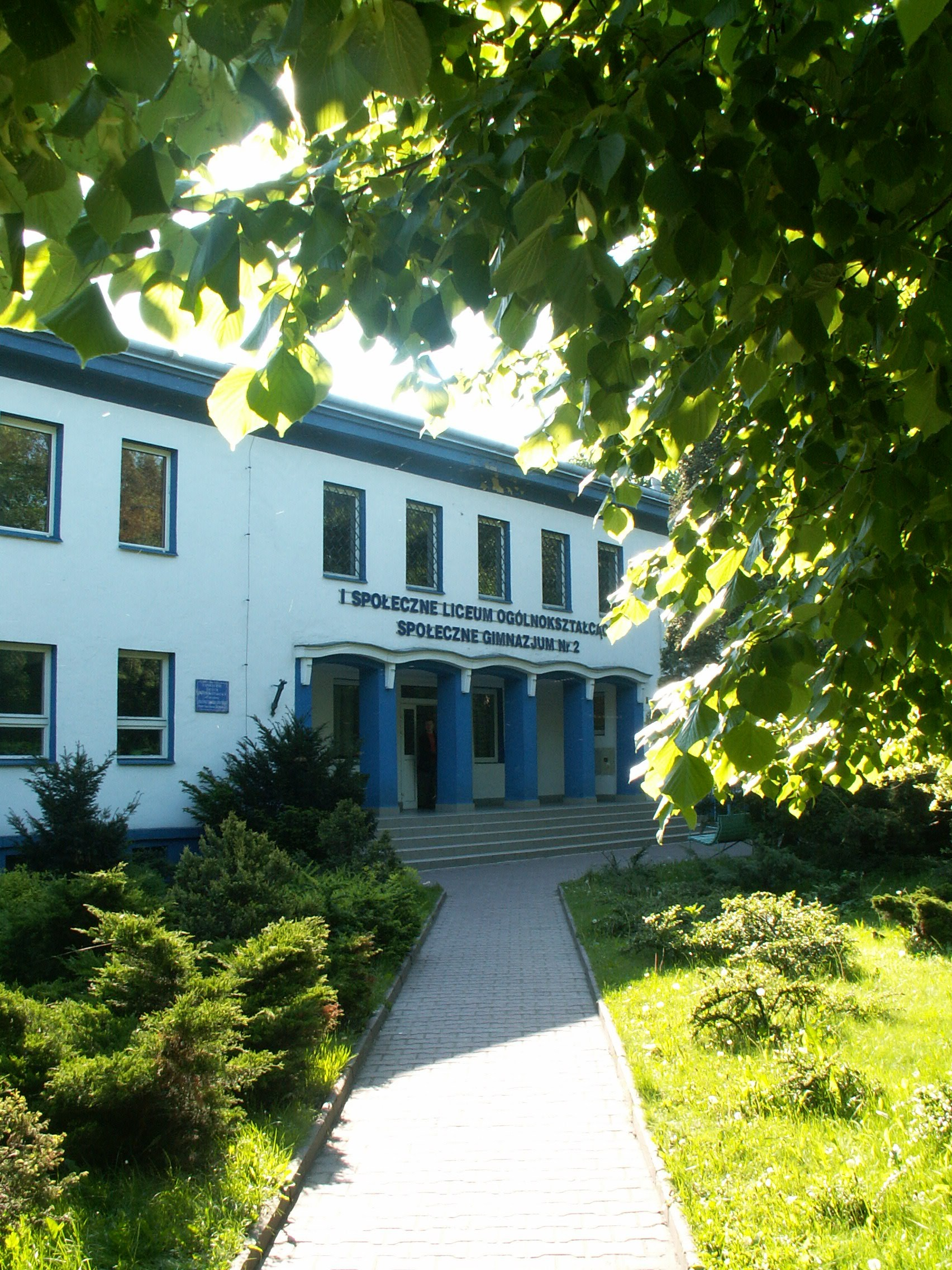
Front szkoły

Od 2002 roku szkoła nosi imię Zbigniewa Herberta i należy do Klubu Herbertowskich Szkół, skupiającego 12 liceów i gimnazjów, noszących imię poety. Przedstawiciele szkoły uczestniczyli w zjazdach Klubu w Warszawie, Kołobrzegu, Żorach, Bełchatowie.
Już we wrześniu 1990 roku uczniowie liceum wyjechali na pierwszy obóz integracyjny, zorganizowany w Załęczu Małym i od tej pory corocznie z takich wyjazdów korzystają absolwenci pierwszej klasy oraz uczniowie rozpoczynający naukę.

## Zasady
Zgodnie z założeniami Społecznego Towarzystwa Oświatowego szkoły powinny być małe, wtopione w lokalną społeczność i poddane nadzorowi rodziców.
Wszystkie szkoły STO stosują się do następujących zasad:
- mała grupa uczniów na zajęciach edukacyjnych,
- dobrze wykwalifikowani nauczyciele,
- osobisty kontakt między dzieckiem a wychowawcą,
- rozwój zdolności twórczych,
- zachęcanie do samodzielnego zdobywania wiedzy,
- dbałość o zdrowie i rozwój fizyczny,
- szacunek dla ucznia,
- zapewnienie uczniowi poczucia bezpieczeństwa, akceptacji i radości życia.

## Znani absolwenci
- Anja Rubik – modelka i edukatorka[4]
- Agata Ślazyk – piosenkarka, w zespole kabaretu Piwnicy pod Baranami
- Jacek Nagłowski – reżyser, scenarzysta, producent filmowy
- Krzysztof Kijas – Mistrz Polski i Czech w sportach motorowych

## Znani nauczyciele
- Andrzej Desperak – nauczyciel plastyki, artysta malarz, grafik, nauczyciel akademicki
- Barbara Łągiewka – polonistka, poetka, autorka fraszek
- dr Edmund Łągiewka – polonista, nauczyciel akademicki, naukowiec, humanista, znawca literatury
- ksiądz Grzegorz Ułamek – nauczyciel religii, poeta, dziennikarz, działacz kulturalny

## Dyrektorzy
- mgr Marlena Słabosz (1990–1991)
- mgr Elżbieta Trojak (1991–1992)
- dr Edmund Łągiewka (1992–1995)
- mgr inż. Grażyna Kołakowska (1995–2012)
- mgr Danuta Zatyka (2012–2021)
- mgr Małgorzata Wrońska (od 2021)